# 也門省

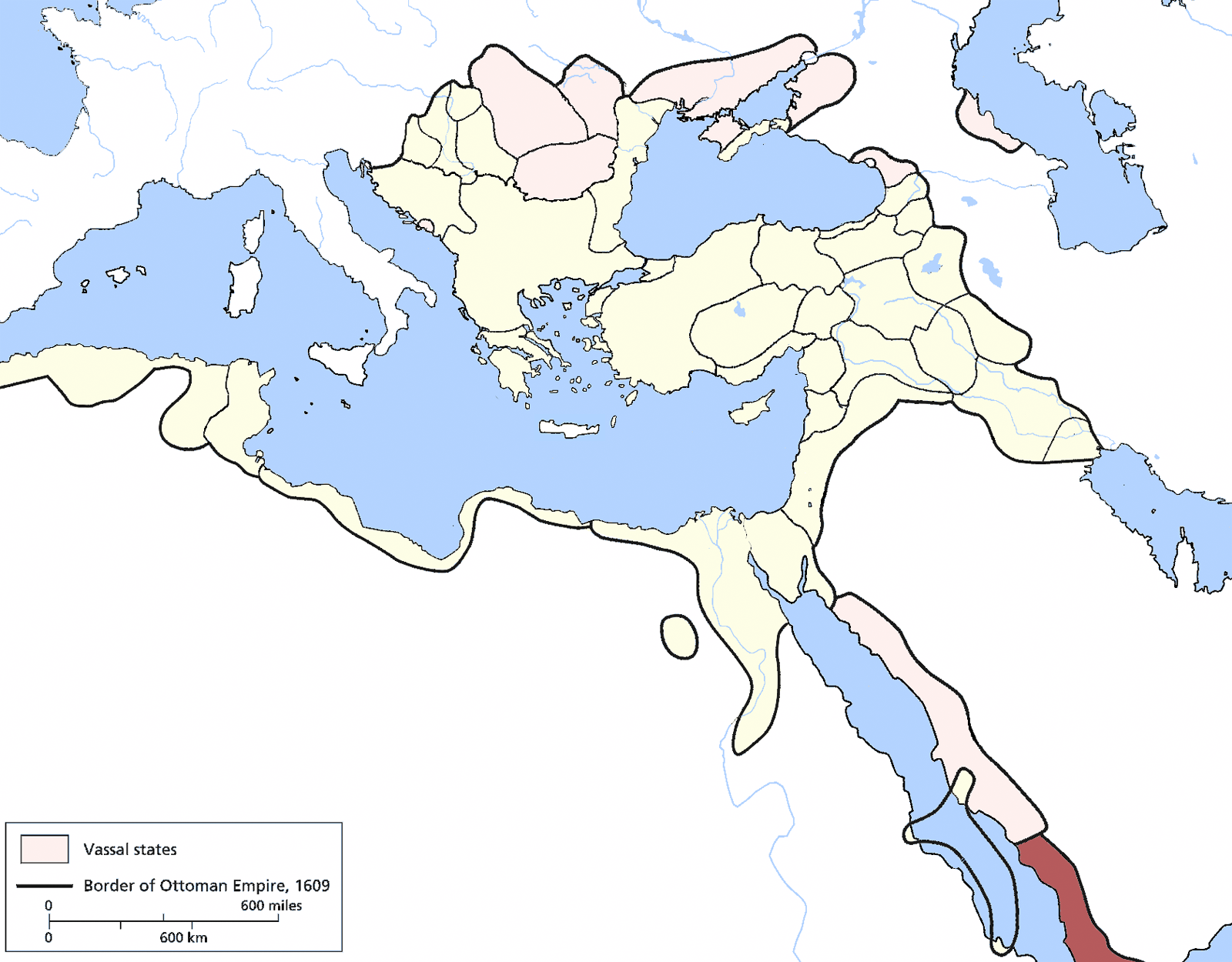
也門省

也門省，是奥斯曼帝国設在也門的省份，成立於1517年，省會在摩卡，後在1872年改組為也門州。

## 歷史
在1516年，埃及馬木留克王朝把也門併入王國，但隨後一年鄂圖曼帝國打敗馬木留克王朝把也門併入帝國。但在一個世紀後當地什葉派宰德派伊瑪目曼蘇爾·卡西姆建立了一個伊瑪目國，把鄂圖曼土耳其人逐出也門，後在1872年重新併入鄂圖曼帝國(也門州)。